# Teddy Go!
《Teddy Go!》（日语：テディ・ゴー!） ，2015年10月10日起每周六23:40 - 0:05（JST）於富士電視台播出的「六劇」，改編自加藤實秋的小說，此劇亦是森川葵個人初次主演連續劇。

## 劇情概要
主角山瀨和子（森川葵 飾）是個缺乏毅力、失去工作的23歳飛特族女子。有一天，買了一隻一見鍾情的針織熊回家，結果針織熊突然開始說起話來。這隻針織熊原本的主人是雙親被殺害的五歲小孩。在這個事件調查中殉職的老爹刑事天野康雄（哀川翔 飾）的魂魄附身在熊身上。兩人一邊爭吵一邊合作，找出老爹刑事生前追求事件的真相。

## 登場人物
- 山瀨和子：森川葵
- 天野康雄：哀川翔
- 冬野唯志：平岡祐太

天野康雄的部下。
- 大橋正：松尾諭
- 住吉浩介：小柳友
- 古谷政則：六角慎司（日语：六角慎司）
- 天野杏：永野芽郁
- 高井陸：五十嵐陽向（日语：五十嵐陽向）
- 白石沙樹：MOMOKO
- 山瀨厚子：峯村理惠（日语：峯村リエ）

## 收視率
| 集數                                                   | 播放日期       | 平均收視率 |
| 第1集                                                  | 2015年10月10日 | 4.5%       |
| 第2集                                                  | 2015年10月17日 | 3.0%       |
| 第3集                                                  | 2015年10月24日 | 3.1%       |
| 第4集                                                  | 2015年10月31日 | 3.3%       |
| 平均收視率3.5%（收視率是關東地區，Video Research調查） |                |            |

## 外部連結
- 官方網站（页面存档备份，存于）
- 官方twitter（页面存档备份，存于）

| 富士電視台 六劇                      | 富士電視台 六劇                           | 富士電視台 六劇 |
| ------------------------------------ | ----------------------------------------- | --------------- |
|                                      | Teddy Go! （2015年10月10日－10月31日）    |                 |
| 醜男與野獸 （2015年8月1日－9月20日） | Transit Girls （2015年11月7日－12月26日） |                 |